# دورسن
دورسن (انگلیسی: Dorcen) شرکت خودروسازی چینی بود که در سال ۲۰۱۸ تأسیس شد. این برند در سال ۲۰۲۱ منحل شد.